# 4 United
4 United war ein Bandprojekt der vier deutschen Popsänger Daniel Küblböck, Gracia Baur, Nektarios Bamiatzis und Stephanie Brauckmeyer, das im Jahr 2004 vom Musikproduzenten David Brandes ins Leben gerufen wurde.
Seine Idee war es, mit einigen Teilnehmern der Castingshow Deutschland sucht den Superstar in der Vorweihnachtszeit eine Benefizsingle aufzunehmen. Gemeinsam entstand der Song Don’t Close Your Eyes. Pro verkaufter CD gingen 0,50 Euro an die Hilfsorganisation Ärzte ohne Grenzen.
Die Single wurde am 22. November 2004 veröffentlicht und stieg zwei Wochen später in die deutschen Singlecharts ein, wo sie sich neun Wochen halten konnte. Die höchste Chartplatzierung war hier Platz 18. In Österreich konnte die Single bis auf Platz 50 vorstoßen und verblieb insgesamt sechs Wochen in den Charts.